# Shuyu
Genre
Espèce

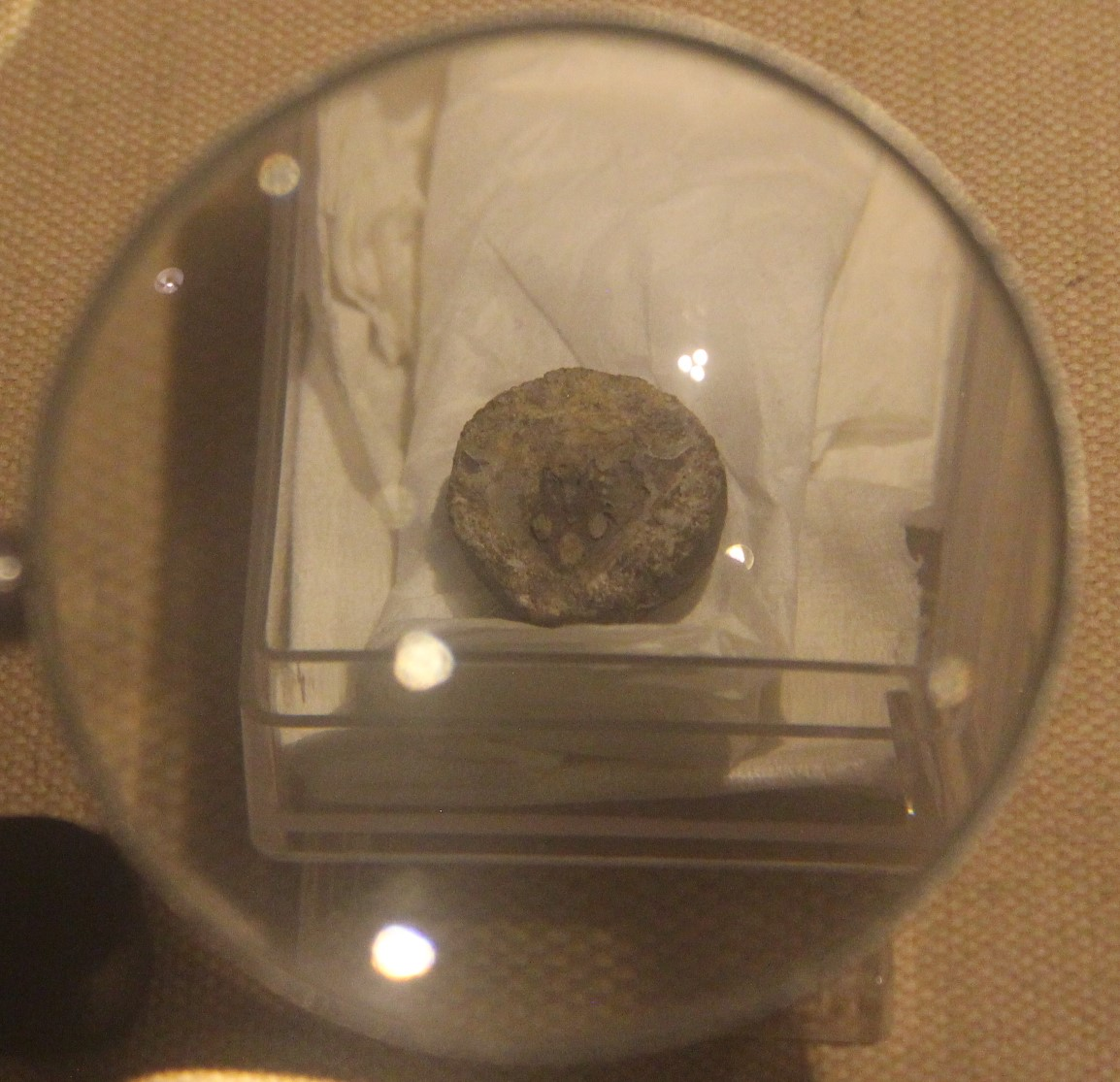

Shuyu est un genre éteint de vertébrés sans mâchoire du Silurien inférieur et moyen (de la fin du Télychien au début du Wenlock). Il s'agit de la forme la plus primitive d'Eugaleaspidiformes. Il vivait dans la région dans ce qui est maintenant le nord-ouest de la province du Zhejiang au sud-est de la Chine.
L'espèce Shuyu zhejianensis fut d'abord assignée par Pan, 1986 à une sous-espèce de Sinogaleaspis. En 2011, Zhikun Gai, Philip C. J. Donoghue, Min Zhu, Philippe Janvier et Marco Stampanoni changèrent son nom et en firent l'espèce type du genre Shuyu : Shuyu zhejianensis.